# YeoJin
Im Yeo-jin (Hangul: 임여진; sinh ngày 11 tháng 11 năm 2002) thường được biết đến với nghệ danh YeoJin (Hangul: 여진) là một ca sĩ người Hàn Quốc, thành viên của nhóm nhạc nữ Loona và đồng thời là thành viên của nhóm nhạc nữ Loossemble .

## Sự nghiệp
Tháng 1 năm 2017, Yeojin được công bố là thành viên thứ tư của nhóm nhạc nữ Loona, và phát hành album đĩa đơn YeoJin với bài hát chủ đề "Kiss Later". Yeojin chính thức ra mắt trong đội hình hoàn chỉnh của Loona vào tháng 8 năm 2018.

## Danh sách đĩa nhạc

### Album đĩa đơn
| Tên    | Thông tin chi tiết                                                                                     | Thứ hạng cao nhất | Doanh số     |
| Tên    | Thông tin chi tiết                                                                                     | HQ                | Doanh số     |
| ------ | --- | ----------------- | ------------ |
| YeoJin | - Ngày phát hành: 16 tháng 1 năm 2017 - Hãng đĩa: Blockberry Creative - Định dạng: CD, nhạc số, stream | 17                | - HQ: 14.655 |

### Đĩa đơn
| "Kiss Later" (키스는 다음에)                                                                | 2017 | — | — | — | YeoJin |
| "—" cho biết bài hát không lọt vào bảng xếp hạng hoặc không được phát hành tại khu vực này. |      |   |   |   |        |

## Danh sách phim

### Web drama
| Năm  | Tiêu đề                                         | Kênh    | Vai trò |
| ---- | ----------------------------------------------- | ------- | ------- |
| 2017 | Do You Remember The First Time We Met? Season 1 | YouTube | phụ     |
| 2017 | Do You Remember The First Time We Met? Season 2 | YouTube | phụ     |
| 2018 | Do You Remember The First Time We Met? Season 3 | YouTube | phụ     |

### Video âm nhạc
| Năm  | Tiêu đề                              | Nghệ sĩ | Vai trò |
| ---- | ------------------------------------ | ------- | ------- |
| 2017 | "Everyday I Love You (feat. HaSeul)" | Vivi    | phụ     |
| 2017 | "Love Cherry Motion"                 | Choerry | phụ     |